# گکوی چابهاری
گکوی چابهاری (انگلیسی: Chabahar dwarf gecko) نام یک گونه مارمولک از تیره گکویان است که در جنوب شرق ایران یافت می‌شود.